# Ранаде, Махадев Говинд
Махадев Говинд Ранаде (хинди महादेव गोविंद रानडे; англ. Mahadev Govind Ranade; 8 января 1842, Насик, Бомбейское президентство, Британская Индия — 17 января 1901, Бомбейское президентство, Британская Индия) — индийский политический и общественный деятель, деятель Индийского национально-освободительного движения, один из руководителей индийской буржуазно-националистической организации в Махараштре, позже — Индийского национального конгресса, экономист.

## Биография

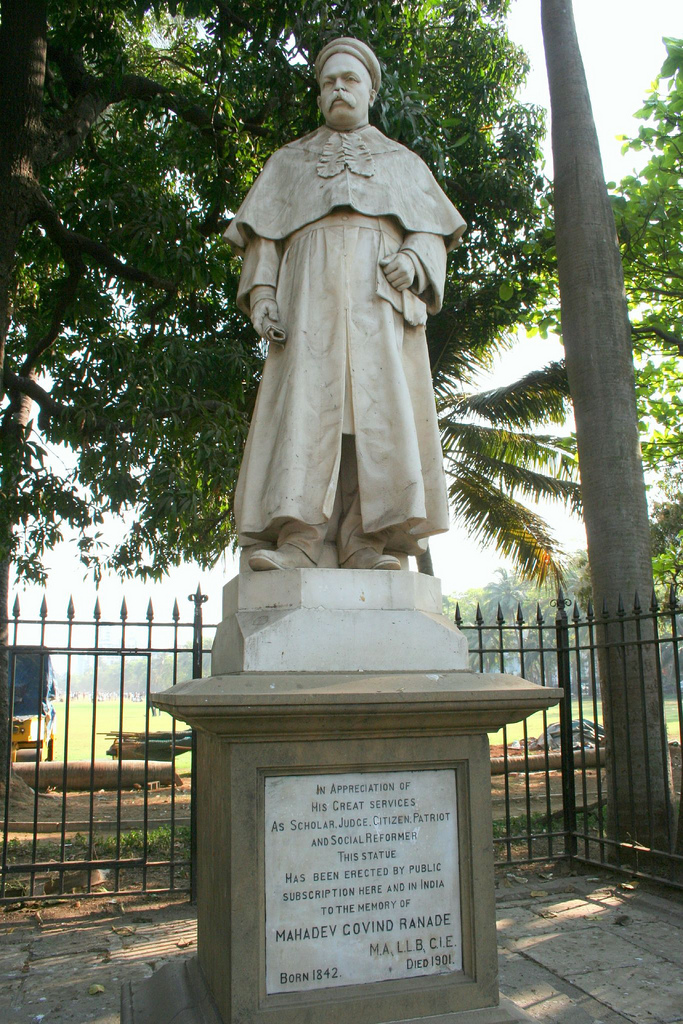
Памятник Махадеву Говинду Ранадеву в Мумбаи

Родился в богатой брахманской семье. Окончил Бомбейский университет. В 1885—1893 годах избирался членом Законодательного совета Бомбейского президентства.
Представлял умеренное буржуазно-либеральное течение. 
Автор работ, в которых дал яркую картину колониального ограбления Индии. Ранаде ратовал за развитие национальной крупной промышленности и банков, требовал от английских колониальных властей оказания поддержки индийским предприятиям. Сторонник государственного протекционизма, считал государственное регулирование и контроль решающим фактором модернизации индийской экономики. 
Его аграрная программа сводилась к укреплению частной собственности на землю, созданию сильного среднего класса из помещиков и верхушки крестьян. Оказал большое влияние на формирование идеологии индийской национальной буржуазии.